# Olivier Digaire
Olivier Digaire est un joueur français de volley-ball né le 15 mai 1975 à Saint-Brieuc, Côtes-d'Armor. Il mesure 1,85 m et joue Libero.

## Clubs
| Club                   | Pays   | De        | À         |
| ---------------------- | ------ | --------- | --------- |
| AS Cesson Saint-Brieuc | France |           | 1997-1998 |
| US Villejuif           | France | 1998-1999 | 2000-2001 |
| VB Sennecey-le-Grand   | France | 2001-2002 | 2007-2008 |
| Saint-Brieuc CAVB      | France | 2008-2009 | 2008-2009 |